# Káposzta-bagolylepke

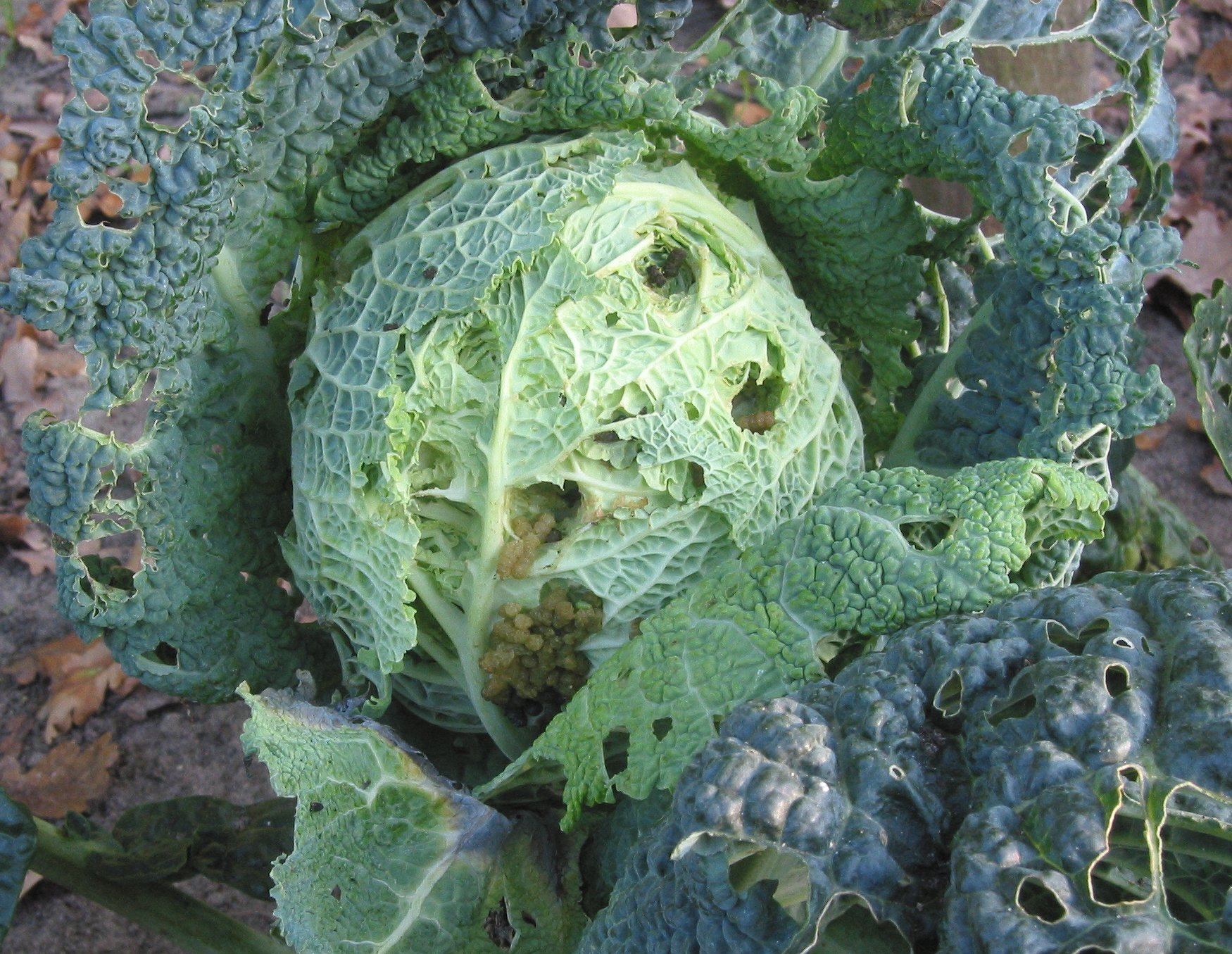
a hernyók a káposztán

A káposzta-bagolylepke (Mamestra brassicae)  a rovarok (Insecta) osztályának a lepkék (Lepidoptera) rendjéhez, ezen belül a bagolylepkefélék (Noctuidae) családjához tartozó faj.

## Elterjedése
Egész Európában elterjedt, gyakori faj megtalálható (kivéve Észak-Skandináviát és Észak-Oroszországot) a síkságokon és a hegyekben mintegy 2000 méter magasságig.

## Megjelenése
- lepke: szárnyfesztávolsága: 34–50 mm, az első szárnyak színe meglehetősen változó, a zöldes-barna barna-szürke-barna vagy feketés.
- hernyó: zöld vagy barna, sötét foltokkal, viszonylag széles, és sárgás csíkok vannak az oldalán.
- báb: világosbarna kúpos

## Életmódja
- nemzedék: két nemzedékes faj, az első nemzedéke május második felében – júniusban rajzik. A tojásrakás után 1-3 hét elteltével kikelnek a kis lárvák, és 5 lárvafokozatot követően bábbá fejlődnek. A második nemzedék rajzása július-augusztusra tehető, kártételük augusztustól figyelhető meg.
- hernyók tápnövényei: leginkább a káposztafélék károsítójaként ismert, de más szántóföldi és kertészeti növényeket (pl. fejes saláta, hagyma, paradicsom, paprika) is károsít. A hernyó a levélszáron hámozgat, kirágja a levél érközeit.[1]

## Fordítás
- Ez a szócikk részben vagy egészben  a   Kohleule című német Wikipédia-szócikk fordításán alapul.  Az eredeti cikk szerkesztőit annak laptörténete sorolja fel. Ez a jelzés csupán a megfogalmazás eredetét és a szerzői jogokat jelzi, nem szolgál a cikkben szereplő információk forrásmegjelöléseként.